# Eordia (municipio)
Eordia (también, Eordea; en griego, Εορδαία) es un municipio de Grecia situado en la unidad regional de Kozani, en la región de Macedonia Occidental. Según el censo de 2021, tiene una población de 42 515 habitantes.
El actual municipio se formó en 2011 mediante la fusión de los antiguos municipios de Agia Paraskevi, Mouriki, Ptolemaida, Vermio y Vlasti, que pasaron a ser unidades municipales.
Se ubica en el este de la región. Por aquí pasa la carretera E65, que une Kozani con Bitola.